# Championnat de Norvège de football 2011
Navigation
Saison 2010 Saison 2012
La saison 2011 du Championnat de Norvège de football est la 49e édition de la première division norvégienne à poule unique, la Tippeligaen. Les 16 clubs de l'élite jouent les uns contre les autres lors de rencontres disputées en matchs aller et retour. En fin de saison, les deux derniers du classement sont relégués et remplacés par les deux meilleurs clubs de deuxième division.
Le Rosenborg BK, double tenant du titre, va tenter de remporter un nouveau championnat cette saison. Ses principaux adversaires sont le Vålerenga Fotball, dauphin en 2010 et Tromso IL.
Molde FK décroche son premier titre de Champion de Norvège à deux journées de la fin le 30 octobre 2011 après son match nul 2-2 face à Strømsgodset IF. Dans le même temps, Rosenborg BK deuxième est battu 6 à 3 à Brann Bergen ne pouvant plus mathématiquement rattraper les blancs et bleus entrainés par Ole Gunnar Solskjaer.

## Les 16 clubs participants
Kongsvinger IL et Sandefjord Fotball ont été relégués à la fin de la saison 2010 car elles ont fini dans les deux dernières places. Sandefjord a relégué après deux saisons en première division alors que Kongsvinger est relégué après seulement une saison en première division. Ils sont remplacés par le champion de Deuxième Division 2010 Sogndal et le deuxième Sarpsborg 08 FF. Sogndal est de retour en première division après six saisons en deuxième division alors que Sarpsborg 08 fera ses débuts en première division. 
Hønefoss qui avait fini à la quatorzième place avait à affronter en barrage face une des équipes classés de la troisième à la cinquième place (Fredrikstad FK, Løv-Ham Fotball et Ranheim Fotball) de deuxième division pour une place en première division.  C'est finalement Fredrikstad, qui a battu Hønefoss 8–1 au total de ce barrage qui retourne en première division après une seule saison en deuxième division. En contrepartie, Hønefoss est relégué en deuxième division après une seule saison en première division. 
| Équipe            | Ville        | Stade               | Pelouse              | Capacité | Entraîneur          |
| ----------------- | ------------ | ------------------- | -------------------- | -------- | ------------------- |
| Aalesunds FK      | Ålesund      | Color Line Stadion  | Pelouse artificielle | 10,778   | Kjetil Rekdal       |
| SK Brann          | Bergen       | Brann Stadion       | Pelouse              | 17,824   | Rune Skarsfjord     |
| Fredrikstad       | Fredrikstad  | Fredrikstad Stadion | Pelouse              | 13,300   | Tom Freddy Aune     |
| FK Haugesund      | Haugesund    | Haugesund Stadion   | Pelouse              | 5,000    | Jostein Grindhaug   |
| Lillestrøm SK     | Lillestrøm   | Åråsen Stadion      | Pelouse              | 11,637   | Henning Berg        |
| Molde FK          | Molde        | Aker Stadion        | Pelouse              | 11,800   | Ole Gunnar Solskjær |
| Odd Grenland      | Skien        | Skagerak Arena      | Pelouse artificielle | 13,500   | Dag Eiliv Fagermo   |
| Rosenborg BK      | Trondheim    | Lerkendal Stadion   | Pelouse              | 21,850   | Jan Jönsson         |
| Sarpsborg 08      | Sarpsborg    | Sarpsborg Stadion   | Pelouse artificielle | 5,000    | Roar Johansen       |
| Sogndal           | Sogndal      | Fosshaugane Campus  | Pelouse              | 5,402    | Harald Aabrekk      |
| Stabæk Fotball    | Bærum        | Telenor Arena       | Pelouse artificielle | 15,500   | Jörgen Lennartsson  |
| IK Start          | Kristiansand | Sør Arena           | Pelouse              | 14,300   | Mons Ivar Mjelde    |
| Strømsgodset IF   | Drammen      | Marienlyst Stadion  | Pelouse artificielle | 7,500    | Ronny Deila         |
| Tromsø IL         | Tromsø       | Alfheim Stadion     | Pelouse artificielle | 7,500    | Per-Mathias Høgmo   |
| Viking FK         | Stavanger    | Viking Stadion      | Pelouse              | 16,600   | Åge Hareide         |
| Vålerenga Fotball | Oslo         | Ullevaal Stadion    | Pelouse              | 25,572   | Martin Andresen     |

### Changement d'entraîneurs
| Équipe     | Entraîneur partant | Origine du départ      | Date de départ   | Position au classement | Entraîneur arrivant      | Date d'arrivée   | Position au classement |
| ---------- | ------------------ | ---------------------- | ---------------- | ---------------------- | ------------------------ | ---------------- | ---------------------- |
| Rosenborg  | Nils Arne Eggen    | Fin de contrat         | 31 décembre 2010 | Pré-Saison             | Jan Jönsson              | 1er janvier 2011 | Pré-Saison             |
| Stabæk     | Jan Jönsson        | Signé par Rosenborg BK | 31 décembre 2010 | Pré-Saison             | Jörgen Lennartsson       | 1er janvier 2011 | Pré-Saison             |
| Molde      | Uwe Rösler         | Fin de contrat         | 31 décembre 2010 | Pré-Saison             | Ole Gunnar Solskjær      | 1er janvier 2011 | Pré-Saison             |
| Start      | Knut Tørum         | Démission              | 22 juin 2011     | 15e                    | Mons Ivar Mjelde         | 12 juillet 2011  | 14e                    |
| Lillestrøm | Henning Berg       | Licencié               | 27 octobre 2011  | 12e                    | Petter Belsvik (intérim) | 27 octobre 2011  | 12e                    |

## Compétition

### Classement
Le barème de points servant à établir le classement se décompose ainsi :
- Victoire : 3 points
- Match nul : 1 point
- Défaite : 0 point

| Rang | Équipe              | Pts | J  | G  | N  | P  | Bp | Bc | Diff |
| ---- | ------------------- | --- | -- | -- | -- | -- | -- | -- | ---- |
| 1    | Molde FK            | 58  | 30 | 17 | 7  | 6  | 55 | 38 | +17  |
| 2    | Tromsø IL           | 53  | 30 | 15 | 8  | 7  | 56 | 34 | +22  |
| 3    | Rosenborg BK (T)    | 49  | 30 | 14 | 7  | 9  | 69 | 44 | +25  |
| 4    | Brann Bergen        | 48  | 30 | 14 | 6  | 10 | 51 | 49 | +2   |
| 5    | Odd Grenland        | 48  | 30 | 43 | 6  | 10 | 44 | 44 | 0    |
| 6    | FK Haugesund        | 47  | 30 | 14 | 5  | 11 | 55 | 43 | +12  |
| 7    | Vålerenga Fotball   | 47  | 30 | 14 | 5  | 11 | 42 | 33 | +9   |
| 8    | Strømsgodset IF     | 45  | 30 | 12 | 9  | 9  | 44 | 43 | +1   |
| 9    | Aalesunds FK (C)    | 43  | 30 | 12 | 7  | 11 | 36 | 38 | -2   |
| 10   | Stabæk Fotball      | 39  | 30 | 11 | 6  | 13 | 44 | 50 | -6   |
| 11   | Viking Stavanger    | 37  | 30 | 9  | 10 | 11 | 33 | 40 | -7   |
| 12   | Fredrikstad FK (P)  | 36  | 30 | 10 | 6  | 14 | 38 | 41 | -3   |
| 13   | Lillestrøm SK       | 34  | 30 | 9  | 7  | 14 | 46 | 52 | -6   |
| 14   | Sogndal Fotball (P) | 34  | 30 | 8  | 10 | 12 | 24 | 31 | -7   |
| 15   | IK Start            | 26  | 30 | 7  | 5  | 18 | 39 | 61 | -22  |
| 16   | Sarpsborg 08 FF (P) | 21  | 30 | 5  | 6  | 19 | 31 | 65 | -34  |

|  | Qualifié pour le deuxième tour de qualification de la Ligue des champions de l'UEFA 2012-2013 |
|  | Qualifié pour le deuxième tour de qualification de la Ligue Europa 2012-2013                  |
|  | Qualifié pour le premier tour de qualification de la Ligue Europa 2012-2013                   |
|  | Relégation en 2e division                                                                     |
|  | (T) : Tenant du titre (C) : Vainqueur de la Coupe de Norvège (P) : Promu de deuxième division |

### Matchs
| Domicile Extérieur | Brann             | FFK               | FKH               | LSK               | Molde             | Odd               | RBK               | S08               | SIL               | Stabæk            | Start             | SIF               | Tromsø            | Viking            | VIF               | AaFK              |
| Brann              |                   | 0–1 (3e journée)  | 1–0 (23e journée) | 2–0 (29e journée) | 1–3 (5e journée)  | 2–0 (9e journée)  | 2–1 (1re journée) | 1–0 (27e journée) | 2–0 (11e journée) | 2–1 (15e journée) | 2–1 (7e journée)  | 0–0 (19e journée) | 1–1 (21e journée) | 3–2 (17e journée) | 1–4 (25e journée) | 1–1 (13e journée) |
| FFK                | 4–2 (16e journée) |                   | 1–0 (9e journée)  | 1–1 (6e journée)  | 0–1 (23e journée) | 0–1 (13e journée) | 2–0 (4e journée)  | 1–1 (11e journée) | 2–2 (25e journée) | 1–2 (19e journée) | 1–1 (27e journée) | 1–1 (21e journée) | 0–2 (15e journée) | 0–1 (2e journée)  | 3–1 (7e journée)  | 3–1 (29e journée) |
| FKH                | 3–3 (4e journée)  | 3–2 (26e journée) |                   | 2–0 (22e journée) | 5–0 (10e journée) | 2–1 (15e journée) | 2–2 (20e journée) | 4–2 (2e journée)  | 4–0 (17e journée) | 3–4 (6e journée)  | 1–0 (13e journée) | 5–1 (30e journée) | 1–1 (28e journée) | 2–0 (11e journée) | 1–1 (8e journée)  | 1–0 (24e journée) |
| LSK                | 1–4 (2e journée)  | 0–0 (30e journée) | 5–0 (5e journée)  |                   | 0–3 (7e journée)  | 1–1 (11e journée) | 2–5 (25e journée) | 3–1 (19e journée) | 0–3 (21e journée) | 1–1 (16e journée) | 2–1 (9e journée)  | 4–2 (13e journée) | 3–2 (17e journée) | 2–1 (15e journée) | 0–1 (23e journée) | 1–1 (28e journée) |
| Molde              | 2–2 (22e journée) | 2–1 (8e journée)  | 3–1 (16e journée) | 1–0 (20e journée) |                   | 0–0 (26e journée) | 0–2 (6e journée)  | 3–1 (29e journée) | 2–0 (13e journée) | 3–2 (4e journée)  | 5–1 (11e journée) | 2–2 (28e journée) | 2–2 (2e journée)  | 0–0 (24e journée) | 2–1 (18e journée) | 5–2 (15e journée) |
| Odd                | 2–3 (18e journée) | 2–1 (22e journée) | 1–0 (27e journée) | 1–3 (16e journée) | 1–0 (14e journée) |                   | 3–3 (10e journée) | 1–0 (6e journée)  | 1–0 (29e journée) | 2–3 (8e journée)  | 0–2 (1re journée) | 1–0 (25e journée) | 3–1 (24e journée) | 4–2 (20e journée) | 1–1 (12e journée) | 2–2 (4e journée)  |
| RBK                | 3–6 (28e journée) | 2–0 (17e journée) | 0–1 (7e journée)  | 4–4 (3e journée)  | 3–1 (19e journée) | 7–0 (21e journée) |                   | 4–0 (15e journée) | 2–1 (9e journée)  | 1–2 (2e journée)  | 4–1 (23e journée) | 2–0 (11e journée) | 3–1 (13e journée) | 3–2 (30e journée) | 2–0 (5e journée)  | 2–2 (26e journée) |
| S08                | 3–5 (14e journée) | 1–4 (24e journée) | 0–3 (18e journée) | 2–4 (10e journée) | 3–0 (1re journée) | 3–2 (30e journée) | 0–6 (22e journée) |                   | 1–0 (3e journée)  | 1–1 (12e journée) | 2–0 (5e journée)  | 1–1 (17e journée) | 0–2 (26e journée) | 1–1 (28e journée) | 0–2 (20e journée) | 2–0 (8e journée)  |
| SIL                | 1–0 (24e journée) | 0–1 (14e journée) | 3–1 (12e journée) | 2–0 (8e journée)  | 2–1 (30e journée) | 1–4 (2e journée)  | 1–1 (18e journée) | 1–0 (16e journée) |                   | 0–0 (28e journée) | 2–0 (20e journée) | 1–1 (26e journée) | 0–0 (4e journée)  | 0–0 (6e journée)  | 0–1 (10e journée) | 0–0 (22e journée) |
| Stabæk             | 1–1 (20e journée) | 3–1 (5e journée)  | 1–2 (29e journée) | 0–7 (1re journée) | 1–1 (27e journée) | 1–3 (23e journée) | 2–1 (16e journée) | 2–0 (25e journée) | 0–1 (7e journée)  |                   | 4–1 (18e journée) | 2–0 (9e journée)  | 2–4 (22e journée) | 0–1 (13e journée) | 1–0 (3e journée)  | 1–2 (11e journée) |
| Start              | 3–1 (26e journée) | 3–2 (12e journée) | 1–4 (19e journée) | 3–0 (24e journée) | 1–2 (17e journée) | 2–2 (28e journée) | 1–1 (8e journée)  | 1–0 (21e journée) | 1–1 (15e journée) | 2–4 (10e journée) |                   | 5–1 (2e journée)  | 1–6 (30e journée) | 4–0 (4e journée)  | 0–2 (14e journée) | 2–3 (6e journée)  |
| SIF                | 1–0 (8e journée)  | 1–0 (10e journée) | 3–1 (14e journée) | 3–1 (18e journée) | 0–1 (12e journée) | 2–0 (3e journée)  | 3–1 (27e journée) | 5–2 (4e journée)  | 2–1 (1re journée) | 1–0 (24e journée) | 3–0 (16e journée) |                   | 1–1 (6e journée)  | 2–2 (22e journée) | 2–1 (29e journée) | 2–2 (20e journée) |
| Tromsø             | 4–0 (10e journée) | 3–1 (20e journée) | 2–0 (1re journée) | 1–0 (12e journée) | 0–2 (25e journée) | 2–1 (5e journée)  | 3–1 (29e journée) | 2–2 (7e journée)  | 0–0 (27e journée) | 3–3 (14e journée) | 2–0 (3e journée)  | 2–0 (23e journée) |                   | 3–1 (8e journée)  | 4–1 (16e journée) | 1–0 (18e journée) |
| Viking             | 3–0 (12e journée) | 2–0 (18e journée) | 1–1 (25e journée) | 2–0 (27e journée) | 2–2 (3e journée)  | 1–1 (7e journée)  | 0–0 (14e journée) | 2–2 (9e journée)  | 2–0 (23e journée) | 1–0 (21e journée) | 1–1 (29e journée) | 0–1 (5e journée)  | 2–1 (19e journée) |                   | 0–2 (1re journée) | 1–0 (16e journée) |
| VIF                | 0–2 (6e journée)  | 1–2 (28e journée) | 3–2 (21e journée) | 1–1 (4e journée)  | 1–2 (9e journée)  | 0–1 (17e journée) | 1–0 (24e journée) | 2–0 (13e journée) | 1–1 (19e journée) | 2–0 (30e journée) | 2–1 (22e journée) | 2–2 (15e journée) | 2–0 (11e journée) | 3–0 (26e journée) |                   | 2–0 (2e journée)  |
| AaFK               | 3–1 (30e journée) | 1–2 (1re journée) | 1–0 (3e journée)  | 1–0 (14e journée) | 1–3 (21e journée) | 0–1 (19e journée) | 1–3 (12e journée) | 2–0 (23e journée) | 1–0 (5e journée)  | 2–0 (17e journée) | 0–0 (25e journée) | 2–1 (7e journée)  | 1–0 (9e journée)  | 2–0 (10e journée) | 2–1 (27e journée) |                   |

## Statistiques

### Meilleurs buteurs
| Rang | Joueur                 | Club         | Buts | Matchs | Moyenne |
| ---- | ---------------------- | ------------ | ---- | ------ | ------- |
| 1    | Mostafa Abdellaoue     | Tromsø       | 17   | 29     | 0.59    |
| 2    | Rade Prica             | Rosenborg    | 16   | 27     | 0.59    |
| 2    | Ole Martin Årst        | Start        | 16   | 30     | 0.53    |
| 4    | Kim Ojo                | Brann        | 15   | 28     | 0.54    |
| 5    | Anthony Ujah           | Lillestrøm   | 13   | 12     | 1.08    |
| 5    | Tarik Elyounoussi      | Fredrikstad  | 13   | 28     | 0.46    |
| 7    | Pape Paté Diouf        | Molde        | 12   | 14     | 0.86    |
| 7    | Mushaga Bakenga        | Rosenborg    | 12   | 26     | 0.46    |
| 7    | Nikola Đurđić          | Haugesund    | 12   | 27     | 0.44    |
| 7    | Veigar Páll Gunnarsson | Vålerenga†   | 12   | 29     | 0.41    |
| 11   | Espen Hoff             | Start        | 11   | 29     | 0.38    |
| 11   | Alexander Søderlund    | Haugesund    | 11   | 29     | 0.38    |
| 13   | Thomas Sørum           | Haugesund    | 10   | 20     | 0.50    |
| 13   | Sigurd Rushfeldt       | Tromsø       | 10   | 25     | 0.40    |
| 13   | Ola Kamara             | Strømsgodset | 10   | 30     | 0.33    |

†Veigar Páll Gunnarsson a marqué neuf buts en seize matchs pour Stabæk.

Source: Alt om fotball

### Meilleurs passeurs
| Rang | Joueur                     | Club         | Passes | Matchs | Moyenne |
| ---- | -------------------------- | ------------ | ------ | ------ | ------- |
| 1    | Øyvind Storflor            | Strømsgodset | 12     | 28     | 0.43    |
| 2    | Thomas Drage               | Tromsø       | 11     | 30     | 0.37    |
| 3    | Nikola Đurđić              | Haugesund    | 9      | 27     | 0.33    |
| 3    | Daniel Bamberg             | Haugesund    | 9      | 28     | 0.32    |
| 3    | Veigar Páll Gunnarsson     | Vålerenga†   | 9      | 29     | 0.31    |
| 3    | Diego Guastavino           | Brann        | 9      | 29     | 0.31    |
| 7    | Björn Bergmann Sigurdarson | Lillestrøm   | 8      | 20     | 0.40    |
| 7    | Kim Ojo                    | Brann        | 8      | 28     | 0.29    |
| 7    | Mikael Lustig              | Rosenborg    | 8      | 30     | 0.27    |
| 10   | Etzaz Hussain              | Fredrikstad  | 7      | 20     | 0.35    |
| 10   | Karim Essediri             | Lillestrøm   | 7      | 28     | 0.25    |
| 10   | Remi Johansen              | Tromsø       | 7      | 29     | 0.24    |
| 10   | Jo Nymo Matland            | Aalesund††   | 7      | 29     | 0.24    |

†Veigar Páll Gunnarsson a réalisé cinq passes décisives en seize matchs pour Stabæk.
††Jo Nymo Matland a réalisé trois passes décisives en dix-sept matchs pour Sarpsborg 08.

Source: Alt om fotball

## Bilan de la saison
| Championnat de Norvège de football 2011 |                            |
| Champion                                | Molde FK (1er titre)       |
| Coupes et trophées                      |                            |
| Vainqueur de la Coupe de Norvège 2011   | Aalesunds FK               |
| Qualifications continentales            |                            |
| Ligue des champions 2012-2013           | Molde FK                   |
| Ligue Europa 2012-2013                  | Tromsø                     |
| Ligue Europa 2012-2013                  | Rosenborg                  |
| Ligue Europa 2012-2013                  | Aalesunds FK               |
| Ligue Europa 2012-2013                  | Stabæk Fotball (fair-play) |
| Promotions et relégations               |                            |
| Promus en Tippeligaen                   | Hønefoss BK                |
| Promus en Tippeligaen                   | Sandnes Ulf                |
| Relégués en Adeccoligaen                | IK Start                   |
| Relégués en Adeccoligaen                | Sarpsborg 08 FF            |